# Mikołaj Adam Dzieduszycki
Mikołaj Adam Dzieduszycki herbu Sas (ur. 6 grudnia 1769, zm. 2 sierpnia 1795 w Sokołowie koło Lwowa) – hrabia, publicysta z okresu Sejmu Czteroletniego i tłumacz.

## Życiorys
Urodził się 6 grudnia roku 1769, jako syn hrabiego Dominika Herakliusza, starosty bachtyńskiego i Julii z Bielskich, córki hrabiego Antoniego Bielskiego. Był wnukiem chorążego trembowelskiego Jana Piotra i bratankiem cześnika koronnego Tadeusza. Po ukończeniu pierwszych szkół wyjechał do Warszawy (w okresie Sejmu Czteroletniego), gdzie zatrudnił się jako kancelista w biurze Deputacji dla Spraw Zagranicznych, pod kierownictwem brata stryjecznego, Antoniego. W tym okresie nawiązał przyjaźń z: Alojzym Felińskim, Konstantym Tyminieckim i Michałem Wyszkowskim, współpracując jednocześnie z warszawskimi czasopismami. Podczas insurekcji kościuszkowskiej Rada Zastępcza Tymczasowa mianowała go członkiem Deputacji Indagacyjnej. Po oblężeniu Warszawy, chorego na płuca Dzieduszyckiego odwiózł M. Wyszkowski do podkarpackiego Sokołowa. Tam zmarł w wieku niespełna 26 lat.

## Twórczość
Tłumaczył dzieła: Horacego, Wergiliusza, Owidiusza, Woltera i Hagedorna.

### Ważniejsze przekłady
- Voltaire: Śmierć Cezara. Tragedia, 2 sceny ogł. K. Tańska (Hoffmanowa), Rozrywki dla Dzieci, t. 9 (1828)
- P. M. Vergilius: Georgiki, 1 sielankę ogł. K. Tańska (Hoffmanowa), Rozrywki dla Dzieci, t. 9 (1828)
- Q. F. Horatius: Integer vitae (oda), ogł. K. Tańska (Hoffmanowa), Rozrywki dla Dzieci, t. 9 (1828)

Publikacja Tańskiej przynosi także przekłady z J. P. Uza (Chatka) i franc. (Do zefirów). Początkowe strofy przekładu ody Safony (według Boileau) ogłosił Ł. Gołębiowski w: J. J. Barthélemy Podróże młodego Anacharsysa, t. 2, Wilno 1820, s. 43. Pozostała część utworów Dzieduszyckiego zaginęła w rękopisach (znajdowały się tam, m.in.: przekłady z F. Hagedorna, a także przekłady i naśladowania z Owidiusza).